# Eugenio Suárez
Eugenio Alejandro Suárez (né le 18 juillet 1991 à Puerto Ordaz, Bolívar, Venezuela) est un joueur d'arrêt-court des Diamondbacks de l'Arizona de la Ligue majeure de baseball.

## Carrière

### Tigers de Détroit
Eugenio Suárez signe son premier contrat professionnel en 2008 avec les Tigers de Détroit. Il fait ses débuts dans le baseball majeur avec cette équipe le 4 juin 2014. Trois jours plus tard, le 7 juin, Suárez réussit contre Jon Lester des Red Sox de Boston, son premier coup de circuit dans les majeures, qui est aussi son premier coup sûr.

### Reds de Cincinnati
Le 11 décembre 2014, Suárez et le lanceur droitier Jonathon Crawford sont transférés aux Reds de Cincinnati en échange du lanceur partant droitier Alfredo Simón.
En 2019, Suarez a disputé 159 matchs, terminant avec une moyenne au bâton de .271, 49 Home runs (2e aux Ligue Nationale), 103 points produits (10e) et struck out 189 fois leader en MLB. Il a mené la Ligue Nationale en pourcentage de tirage (52,0%) et a pris contact avec le pourcentage le plus bas de lancers sur lesquels il a balancé en dehors de la zone de strike (44,2%) de tous les frappeurs de la NL. Suarez a dépassé Andres Galarraga (1996) pour la plupart des circuits en une saison par un joueur du Venezuela et a battu le record du club de Ted Kluszewski en 1954 pour les circuits dans la deuxième moitié de la saison.